# 로버트눈밭쥐
로버트눈밭쥐(Chionomys roberti)는 비단털쥐과에 속하는 설치류의 일종이다. 아제르바이잔과 조지아, 러시아 그리고 터키에서 발견된다. 자연 서식지는 온대 숲과 온대 초원 지역이다.